# Special Needs
Special Needs este cel de-al optsprezecelea single al trupei de rock alternativ Placebo, lansat pe 15 septembrie 2003, și cel de-al treilea single de pe cel de-al patrulea album al trupei, Sleeping With Ghosts. A atins locul 27 în Marea Britanie. Varianta single este mai scurtă cu câteva zeci de secunde decât varianta de pe album.

## Lista melodiilor

### CD
1. „Special Needs” (edit)

Coperta variantei 7 inch a single-ului

2. „English Summer Rain” (Freelance Hellraiser mix)
3. „Plasticine” (Lounge version)

### 7 inch
Side A „Special Needs” (edit)

Side B „English Summer Rain” (Freelance Hellraiser mix)

### DVD
1. „Special Needs” (video) (Directed by Paul Gore)
2. „Making of the Video”
3. „Special Needs” (Album version)
4. „The Bitter End” (Junior Sanchez mix)

## Despre versuri
Brian Molko descrie piesa drept „povestea unei foste celebrități spusă dintr-un scaun cu rotile. Cineva evocând faptul că situația s-a inversat și temându-se că va apărea în biografia fostului partener.”
Melodia are o poveste interesantă, în sensul că Molko a început să lucreze la ea din 1998, de pe vremea când înregistra pentru Without You I'm Nothing. „Găsesc foarte interesant faptul că pot scrie un cântec în câteva minute, dar că pot să aștept șase ani pentru a termina un altul”, declara artistul.

## Despre videoclip
Videoclipul este regizat de Paul Gore și alternează scenele în care Placebo cântă într-o piscină golită cu scenele care prezintă un băiat și o fată care fac dragoste unul cu celălalt deși se află în locuri diferite, ideea sugerată fiind, după cum explică Brian Molko pe DVD-ul Once More With Feeling, aceea a cuiva care face dragoste cu o amintire.
Pentru realizarea acestor scene au fost folosiți oameni îmbrăcați complet în albastru, ale căror siluete au fost șterse ulterior cu ajutorul calculatorului. Pentru a crea impresia atingerilor pe piele s-a folosit aer comprimat.
În videoclip predomină culoarea copertei albumului Sleeping With Ghosts, și anume turcoaz, culoare despre care Molko a declarat că se potrivește foarte bine trupei.

## Poziții în topuri
- 27 (Marea Britanie)
- 67 (Franța)
- 71 (Germania)